# 小行星8781
小行星8781（英語：8781 Yurka）是一颗围绕太阳公转的小行星。1976年4月1日，尼古拉·切爾尼赫在克里米亚发现了此天体。
这颗小行星的绝对星等为30.7724026965227等。